# Gyulai Ferenc (színművész)
Nagyváradi Gyulai Ferenc (Kolozsvár, 1819. november 28. (keresztelés) – Kolozsvár, 1866. december 6.) színész, Gyulai Pál irodalomtörténész és költő testvérbátyja. 

## Életútja
Gyulai Antal és Hajós Sára fia. Hivatalnokként dolgozott Kolozsváron és Marosvásárhelyen. 1843-ban lépett fel először Pozsonyban Fekete Gábornál. Egy időre elhagyta a pályát, de már 1844. július 27-én fellépett Kolozsváron Szökött katonában. 1845-46-ban Felekyvel és Tóth Istvánnal együtt társigazgató volt. 1847-ben az intézmény tagja. A forradalom idején Szákfy Józseffel és Felekyvel igazgató volt, majd 1854-ben Károlyi Lajosnál játszott Kolozsváron 1856-ig. Ezután színigazgató lett, majd 1857-ben Láng Boldizsárnál szerepelt. 1858 áprilisában mint vendég lépett fel a Nemzeti Színházban, s három hónapra szerződött az intézményhez. Május 2-án fellépett a Cigányban. Ezután Havi Mihálynál működött Kolozsváron élete végéig. Gyászjelentése így szól: »A pálya, melyen a megboldogult legjobb tehetségeivel szolgált, benne azt vesztette el, ki valódi hivatással lépett zászlója alá. És e pálya, melyen munkált, az volt, mely a szépnek, jónak, nemesnek épít oltárt a költészet és művészet eszközeivel. Szép pálya ez, de nehéz; mert benne mindenki nyer, csak aki rajta küzd, annak maradnak tövisei: az önmegtagadás, a lemondás, a nélkülözés. Ez volt sorsa a megboldogultnak is; de ő híven szolgált s öröm- és fájdalomban rendíthetetlen támasza volt az ügynek, melyet lángolóin szeretett s melyet mint a vitéz harcos, csak elesve hagyott el.« 1876. szeptember 24-én leplezték le mellszobrát Kolozsvárott a színház előcsarnokában.

## Fontosabb szerepei
- Petur (Katona József: Bánk bán)
- Zsiga (Szigligeti E.: Cigány)
- Harpagon (Molière: A fösvény)
- Spanyol király (Auber: Az ördög része)
- Perrichon (Labiche-Martin: Perrichon úr utazása)
- Leroque (Feuillet: Egy szegény ifjú története)
- Zrínyi Boldizsár (Szigligeti E.: II. Rákóczi Ferenc fogsága)
- Mephisto (Goethe: Faust)
- Verinna (Schiller: Fiesco)

## Működési adatai
1844–46: Szeged, Kolozsvár; 1846–1847: Kolozsvár (ig. Feleky Miklóssal, Tóth Istvánnal); 1847: Nagybecskerek; 1849: Kolozsvár; 1850: Arad; 1851–54: Győr, Nagykanizsa, Székesfehérvár, Győr; 1855–66: Kolozsvár (1865: ig.-ként); 1857: Debrecen; 1858: Nagyszeben, Brassó; 1859: Arad; 1860: Arad (ig.-ként Philippoviccsal, Szabó Józseffel); 1866: Marosvásárhely (ig.-ként Albisi Lászlóval).